# Andromeda VI
Andromeda VI (And VI) – karłowata galaktyka sferoidalna w gwiazdozbiorze Pegaza. Najprawdopodobniej jest satelitą Galaktyki Andromedy (M31). Odkryli ją w 1998 trzej astronomowie z National Optical Astronomy Observatory, T.E. Armandroff, J.E. Davies, i G.H. Jacoby, razem z inną towarzyszką M31 – Andromedą V.
And VI niezależnie odkrył również zespół astronomów z Rosji i Ukrainy. Nazwali oni galaktykę Karłem Pegaza (Pegasus dwarf lub Peg dSph). Zaobserwowali również And VII, którą nazwali Karłem Kasjopei (Cassiopeia dwarf lub Cas dSph).

## Charakterystyka
Andromeda VI to galaktyka, w której dominują populacje gwiazd ubogich w metale. Jej metaliczność wynosi [Fe/H] ≃ −1,3. Znajduje się w rektascensji 23h51m46,30s i deklinacji +24d34m57,0s w równikowym układzie współrzędnych (epoka J2000.0), w odległości 820 ± 20 kpc od Ziemi i w odległości 294 ± 8 kpc od Galaktyki Andromedy.